# 크리드 2
《크리드 2》(Creed II)는 2018년에 공개된 미국의 권투 드라마 영화이다. 스티븐 케이플 주니어가 감독을 맡았다. 《록키 시리즈》의 여덟번째 작품에 해당하는 영화로, 아폴로 크리드의 아들 아도니스 존슨 크리드는 마이클 B. 조던이 연기하며, 록키 발보아는 실베스터 스탤론이 연기한다.

## 줄거리
영화 크리드 2는 아폴로 크리드의 아들 아도니스 크리드가 록키 발보아의 지도를 받으며 챔피언 자리에 오른 후, 아버지 아폴로를 죽게 한 이반 드라고의 아들 빅터 드라고와 대결하는 이야기다.
아도니스는 챔피언이 된 후 여자친구 비앙카와 결혼을 약속하고, LA로 이사하려 하지만 록키를 떠나기 싫어한다. 한편, 몰락한 이반 드라고는 아들 빅터를 앞세워 명예를 되찾으려 하고, 록키는 과거의 트라우마 때문에 아도니스의 경기를 반대한다. 아도니스는 결국 록키와 결별하고 LA로 떠나, 아버지의 트레이너의 아들인 리틀 듀크에게 훈련을 받는다. 비앙카는 임신하고, 아도니스는 급하게 빅터와의 경기에 나섰다가 심각한 부상을 입지만, 빅터의 반칙으로 간신히 챔피언 자리를 지킨다.
하지만 심리적으로 무너진 아도니스는 비앙카와도 멀어지고, 록키와 화해한 후 다시 한번 록키의 지도 아래 빅터와의 재경기를 준비한다. 비앙카는 딸 아마라를 낳고, 아마라는 청각 장애를 갖고 태어난다. 한편, 빅터는 아버지 이반의 강압적인 훈련에 지쳐가고, 어머니와 재회하면서 아버지의 야망에 회의감을 느낀다.
재경기에서 아도니스는 이전과는 달리 침착하고 전략적으로 빅터와 싸우며, 빅터의 파워에 맞서 끈기 있게 버틴다. 결국 지친 빅터는 10라운드에서 아도니스에게 쓰러지고, 이반은 아들을 보호하기 위해 기권을 선언한다. 아도니스는 챔피언 자리를 되찾고, 록키는 은퇴한 후 자신의 아들과 화해한다. 아도니스는 아버지의 무덤을 찾아 챔피언으로서의 부담감을 떨쳐내고, 딸과 함께 새로운 삶을 시작한다. 빅터와 이반은 다시 함께 훈련을 시작한다.

## 배역
- 마이클 B. 조던 - 아도니스 존슨 크리드 역
- 실베스터 스탤론 - 록키 발보아 역
- 테사 톰프슨 - 비앙카 역
- 돌프 룬드그렌 - 이반 드라고 역
- 플로리안 문테아누 - 빅터 드라고 역
- 필리시아 라샤드 - 메리 앤 크리드 역
- 우드 해리스 - 토니 에버스 역
- 앤드레 워드 - 대니 휠러 역
- 브리기테 닐센 - 루드밀라 드라고 역
- 마일로 벤티밀리아 - 로버트 발보아 역
- 러셀 혼즈비 - 버디 마르셀 역